# Academia del Cine Italiano
La Academia del Cine Italiano es una entidad que funciona en Italia bajo la denominación legal de Accademia del Cinema Italiano - Premi David di Donatello y sujeta al régimen de la legislación italiana de ente promotor. Fue constituida en 1963 por iniciativa del AGIS Associazione Generale Italiana dello Spettacolo y de la ANICA Associazione Nazionale Industrie Cinematografiche e Audiovisive y hasta 2007 tenía el nombre de Ente Premi David di Donatello. No tiene fines de lucro y su propósito según sus estatutos es el de favorecer en Italia el conocimiento y la difusión del mejor cine, estimulando en la forma más adecuada la competencia dentro del ámbito de la producción cinematográfica nacional e internacional. Es la encargada de discernir los premios David de Donatello.
Su antecedente fue la fundación en 1950 en Roma del Open Gate Club, cuyo símbolo era una puerta que se abría para acoger a los nuevos tiempos y a todos aquellos, sobre todo extranjeros, que luego del paréntesis impuesto por la guerra volvían a considerar a Roma como una meta privilegiada, sobre todo desde el punto de vista cultural.
Desde esta visión surgió en 1953 dentro del ámbito del Open Gate la Comisión por el Arte y la Cultura, a la cual se le unió en 1954 el Círculo Internacional del Cine evidenciando el gran desarrollo que tuvo el cine italiano en esos años. 
En 1955 el Círculo cambió su denominación por la de Club Internacional del Cine e instituyó juntamente con el Open Gate, y con la participación Gian Luigi Rondi y bajo la guía de Italo Gemini (1901-1984) que era un empresario italiano dueño de la cadena de cines más grande de Italia y el presidente de la Agenzia Generale Italiana dello Spettacolo, el Premio David de Donatello, destinado a las mejores producciones cinematográficas italianas y extranjeras con el mismo criterio que el premio Óscar pero dándose como premio la reproducción de la más prestigiosa estatua de David esculpida en Florencia por Donatello. 
La primera ceremonia de entrega tuvo lugar en 1956, en el cine Fiamma de Roma con el auspicio del Presidente de la República Italiana. Desde la segunda edición los premios se entregarían en el teatro greco-romano de Taormina juntamente con el ente de Turismo de Mesina. con algunas excepciones: en Roma en las Termas de Caracalla (1971), en Florencia en la Plaza Miguel Ángel (1978) y en el Teatro de la Ópera de Roma (1979).
En 1981, se entregaron en 2 momentos y sedes diferentes: en Roma en el Teatro de la Ópera y en Florencia en el Palazzo Vecchio. Desde 1982, la ceremonia se celebra en Roma.
En la edición de 2006, como conmemoración de los primeros 50 años de existencia de los galardones, se entregaron unos premios especiales, llamados "David del Cincuentenario", a los más prestigiosos representantes italianos de la historia del cine en sus principales categorías.
En 1958 el Agis y la Anica Associazione Nazionale Industrie Cinematografiche Audiovisive e Multimediali modificaron su forma societaria se convirtieron en entes promotores y se asociaron en el Ente David di Donatello para la ceremonia de entrega de premios en Taormina, en la Reseña Internacional Cinematográfica de Mesina, convirtiéndolo en 1963 en autónomo del Open Gate 
En la Presidencia se alternaron primero Italo Gemini como presidente del Agis, luego Eitel Monaco como presidente de la Anica, contando por años con la colaboración como Secretaria General de Elena Valenzano. 
También se alternó la sede de la ceremonia después de Taormina, primero con la Reseña y luego con el Festival de las Naciones, dos veces en Florencia, luego en 1981 en Roma en estrecha colaboración con la Municipalidad. Mientras tanto poco a poco a los David destinados a las categorías cinematográficas tradicionales se le agregaron otros: el Europeo (de 1973 a 1983) en conjunto con la Comunidad Europea, para el cine que respetara los valores más europeos, el Visconti (1976 a 1995) para recordar a Luchino Visconti y honrar a los autores más significativos del cine mundial, el René Clair (1982 a 1987) para dar relieve, incluso con un festival competitivo en Roma, al filme de los mejores directores europeos, el Cristaldi (1993 y 1994) por trayectoria. 
En el año 2007 el Ente promotor Premi David di Donatello cambió su denominación a la actual de Accademia del Cinema Italiano - Premi David di Donatello.